# Plaça Reial

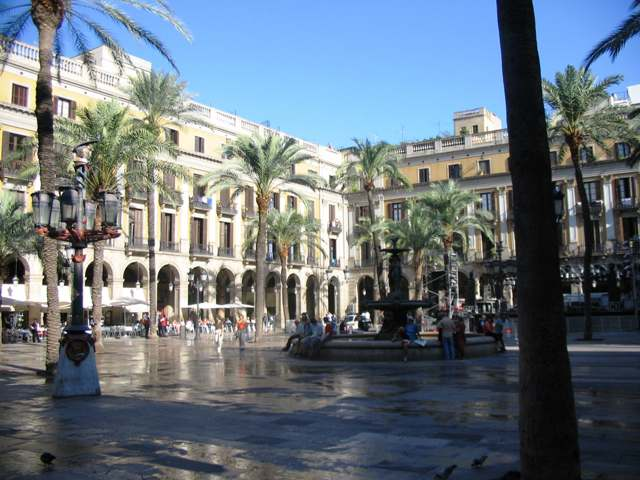
Plaça Reial, Blick nach Nordosten

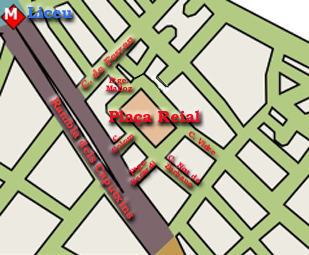
Lage der Plaça Reial

Die Plaça Reial (katalanisch für „Königlicher Platz“) ist ein historischer Platz in Barcelona, der unmittelbar östlich der Rambla im Barri Gòtic liegt.

## Lage
Der Platz ist außer von der Rambla-Seite kaum zu erkennen, da er nur vier Zugänge aufweist; einen im Westen gegenüber dem Carrer Nou de la Rambla an der Rambla dels Caputxins über die kurze Querstraße Carrer Colom, der wie ein Portal wirkt, weitere drei überdachte, wie den im Norden zum Carrer de Ferran über den Passatge Madoz und zwei im Südosten hin zum Carrer de Vidre und zum Carrer Nou de Zurbano bzw. über den Passatge Bacardi (1856), der jedoch nach Einbruch der Dunkelheit mit einem Gittertor geschlossen wird. Die nächstgelegene U-Bahn-Station der Metro Barcelona ist nordwestlich Liceu am Gran Teatre del Liceu der L3 in Richtung Trinitat Nova oder Zona Universitària.

## Geschichte und Charakteristik

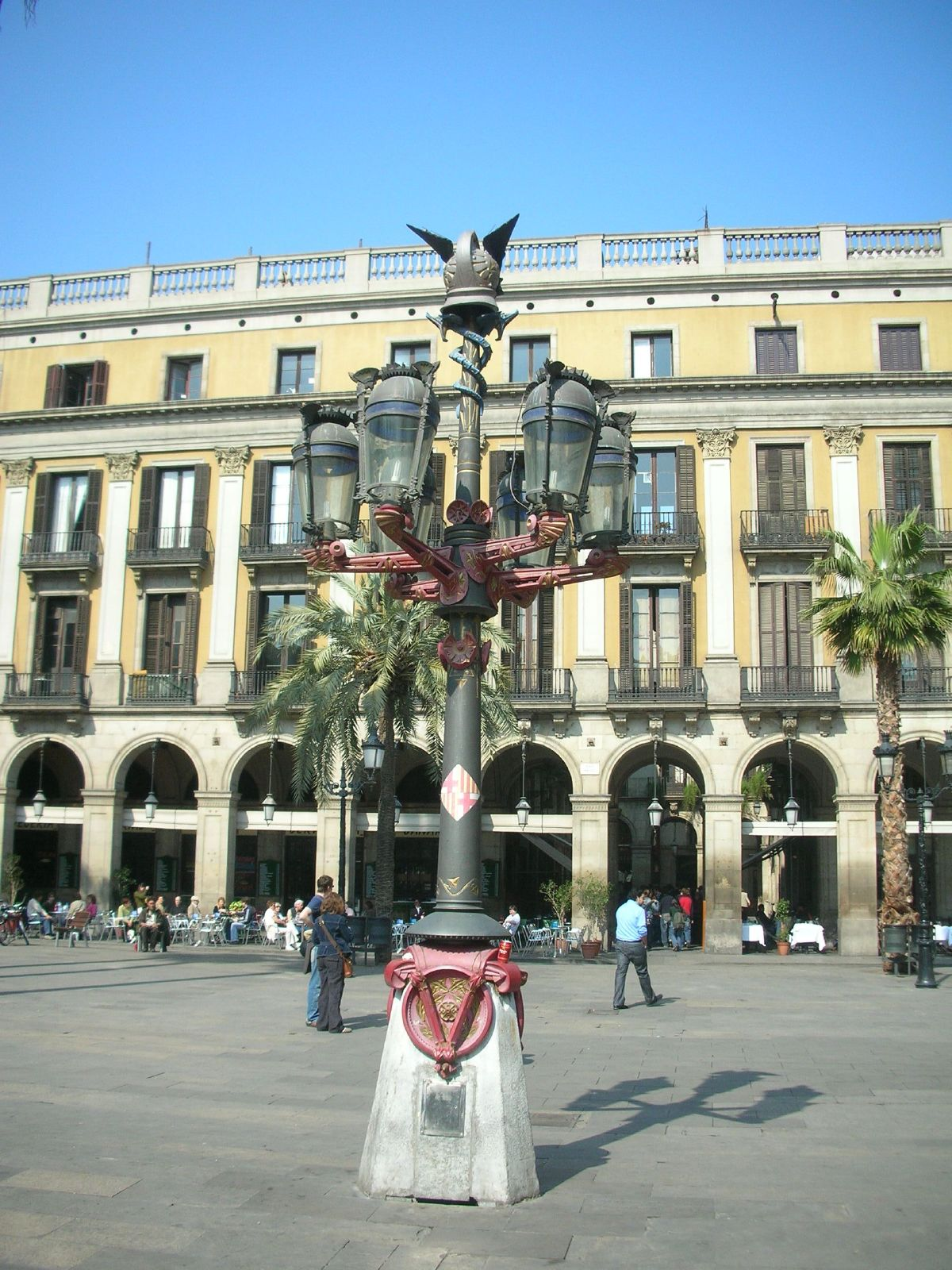
Laterne, Entwurf: Antoni Gaudí, 1878

Der aufgrund seiner Geschlossenheit oft mit der Plaza Mayor in Madrid verglichene Platz weist jedoch eine wesentlich jüngere Geschichte auf. Auf seinem Gebiet stand bis zur Säkularisation das Kapuzinerkloster Santa Madrona, das später ausbrannte. Nach dessen Abriss plante man hier eine neue Plaça, die 1848 bis 1859 nach Entwürfen des Architekten Francesc Daniel Molina i Casamajó im neoklassischen Stil entstand. Die umliegenden viergeschossigen Gebäudereihen im klassizistischen Stil werden durch die umlaufende Arkadenreihe bestimmt, die über die Tatsache hinwegtäuscht, dass der Grundriss leicht asymmetrisch ist. Der Platz sollte im Sinne seiner Urheber an die Platzanlagen Napoleons erinnern, wirkt aber aufgrund seiner bescheideneren Größe und seines ruhigen Flairs mehr wie eine italienische Piazza. 
Bis zur Wende zum 20. Jahrhundert war die Plaça Reial mit ihren schlanken Palmen, dem Drei-Grazien-Brunnen, den behelmten Laternen von Antoni Gaudí und den Bänken ein Flanier-Corso der katalanischen Bourgeoisie.
Gaudí konnte nur zu Beginn seiner Karriere für die Stadt Barcelona arbeiten. Nachdem er schon für die Promenade am Passeig de Muralla del Mar Straßenlaternen entworfen hatte, beauftragten die Stadtväter den „jungen und tüchtigen Architekten“ im Februar 1878 mit dem Entwurf der oben erwähnten behelmten Laternen. Diese kamen im Gegensatz zu seinem ersten Versuch auch zur Ausführung und wurden sowohl von der Presse als auch vom Publikum positiv aufgenommen.
Auch bei der Anlage der Mercat de la Boqueria lehnte man sich in Teilen an die Fassadengestaltung der Plaça Reial an.
Bis in die 1970er Jahre verkam jedoch der Platz immer mehr, der vermehrt Umschlagplatz des Drogenhandels wurde. Von 1981 bis 1983 wurde er wie viele andere Stadtteile Barcelonas saniert und verstärkten Polizeikontrollen unterworfen, sodass sich nun im nördlichen und östlichen Flügel zahlreiche gut besuchte Restaurants (u. a. das Les Quinze Nits, gestaltet von dem katalanischen Innenarchitekten Lázaro Rosa-Violán) Cafés, Bars, Marisquerías, Bier- und Nachtlokale wie das für Pfeifenraucher gedachte La Pipa befinden, die sowohl von den Einheimischen als auch von den Touristen aufgesucht werden. Viele der renovierten Gebäude zogen in den 80er Jahren neue Mieter an. Eine der ersten, die dort vorbildwirkend einzogen, war die damalige Kulturstadträtin und Schriftstellerin Maria Aurèlia Capmany. Der Platz gilt neben der Plaça del Rei als der schönste Platz Barcelonas.
Im westlichen Teil befinden sich einige Pensionen und Wohnhäuser, deren Frontseiten sich zur deutlich belebteren Rambla hin öffnen. Die auf der Plaça Reial angesiedelten Bierlokale schenken den für katalanische Verhältnisse ungewohnt großen halben Liter Bier aus, die so genannte Jarra.
Am Sonntagvormittag und an Feiertagen findet zwischen 9.00 und 13.00 Uhr auf dem Platz ein Markt für Philatelisten und Numismatiker statt.

## Partnerschaft

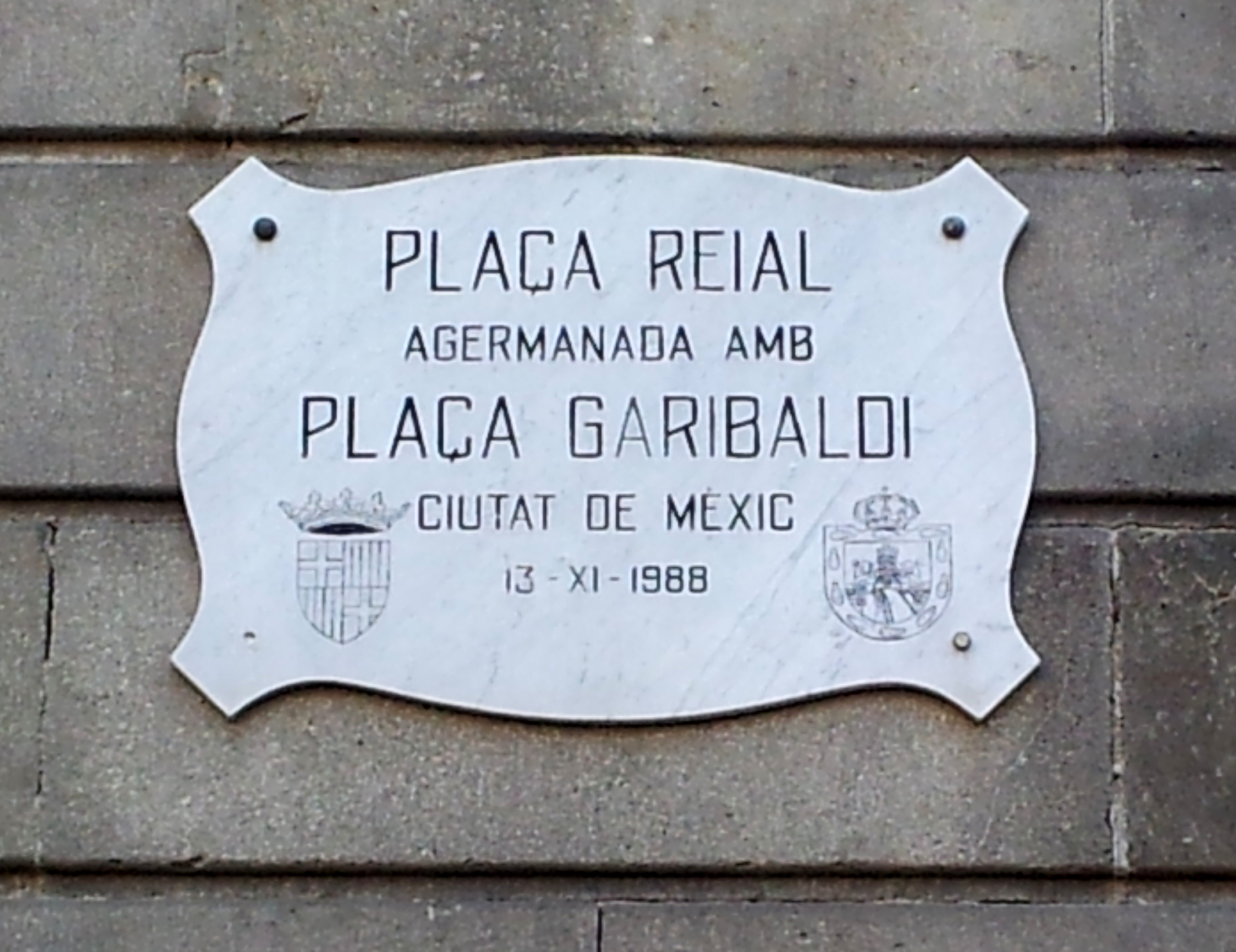
Gedenkschild der Partnerschaft mit der Plaza Garibaldi

Die Plaça Reial besitzt seit dem 13. November 1988 eine Partnerschaft mit der Plaza Garibaldi in der Ciudad de México, die sowohl mit einer Gedenktafel hin zur Carrer Colom als auch mit einem jährlichen Mariachifestival vom 10. bis zum 16. September gewürdigt wird.

## Sonstiges
Der deutsche Aktionskünstler HA Schult präsentierte seine Trash People („Schrottarmee“) neben anderen bedeutenden Orten und Plätzen (u. a. Piazza del Popolo, Rom) im September 2007 auch auf der Plaça Reial.